# Gonçalo Ravasco Cavalcante e Albuquerque
Gonçalo Ravasco Cavalcante e Albuquerque foi um historiador português. Era filho de Bernardo Vieira Ravasco e sobrinho do famoso jesuíta o Padre Antonio Vieira.
Quando o pai foi preso, acusado de cumplicidade - como o poeta satírico Gregório de Matos, o Boca do Inferno - no assassinato do Braço de Prata, Gonçalo tinha 24 anos. Fugiu do colégio dos jesuítas onde se tinha refugiado e embarcou para o Reino de Portugal, defender a inocência da família, com a ajuda do tio o padre Antonio Vieira, que despachava cartas de raiva e indignação para correspondentes em Lisboa.
Gonçalo herdou do pai as qualidades e os defeitos da família, desde o espírito galhardo louvado por Gregório de Matos até ao posto de secretário de estado e guerra, quando o pai adoeceu. Lugar que recebeu um louvor, pela sua boa actuação, do então governador-geral do Brasil, D. Lourenço de Almada.
Certamente para agradar o sobrinho, Antonio Vieira escreveu e talvez tenha pregado um sermão famoso, em honra de São Gonçalo em 1689. À morte do pai e do tio, Gonçalo tinha 38 anos. Morreria em 1725 aos 66 anos, cavaleiro da Ordem de Cristo (o seu pai porém teve recusado o hábito da Ordem, pois uma avó paterna negra o que o classificava como descendente de sangue impuro).
Gonçalo Ravasco está sepultado na tumba do pai, junto ao altar do Santíssimo na igreja da Ordem Terceira do Carmo em Salvador, na Bahia. Na época, havia ainda grandes polémicas com os jesuítas e com a Inquisição a propósito dos textos de Vieira intitulados Clavis Prophetarum. Fora publicado em 1718, com aplausos dos censores, o texto da História do Futuro, escrito há 60 anos, mas a grande obra da vida do Padre ainda estava envolta em polémicas, sequestros e indecisões.
Sua vida, como comenta a página inserida pela Universidade de São Paulo na internet para divulgar a obra de Sebastião da Rocha Pita, está ligada à do historiador: diz Pedro Puntoni que pois teria sido por encomenda da esposa de Gonçalo Ravasco que Rocha Pita escreveu uma de suas duas únicas obras poéticas: o «Summario da vida e morte da exma. sra. d. Leonor Josepha de Vilhena e das exéquias que se celebraram a sua memória na cidade da Bahia», livro que foi publicado em Lisboa em 1721 na oficina de Antonio Pedroso Garlrão.
Os dois textos poéticos do historiador «reportam o desempenho da sociedade colonial nas homenagens ao falecido rei de Portugal e à esposa de D. Rodrigo da Costa, governador do Brasil (1702-1708). Esta última homenagem teria sido feita por encomenda da esposa de Gonçalo Ravasco, secretário do Estado do Brasil que, como Manuel Botelho, era colega de letras e outras aventuras de Rocha Pita e também arriscou-se na poesia - mas pouco publicou.